# Rugby sevens nos Jogos Pan-Americanos de 2015 - Feminino

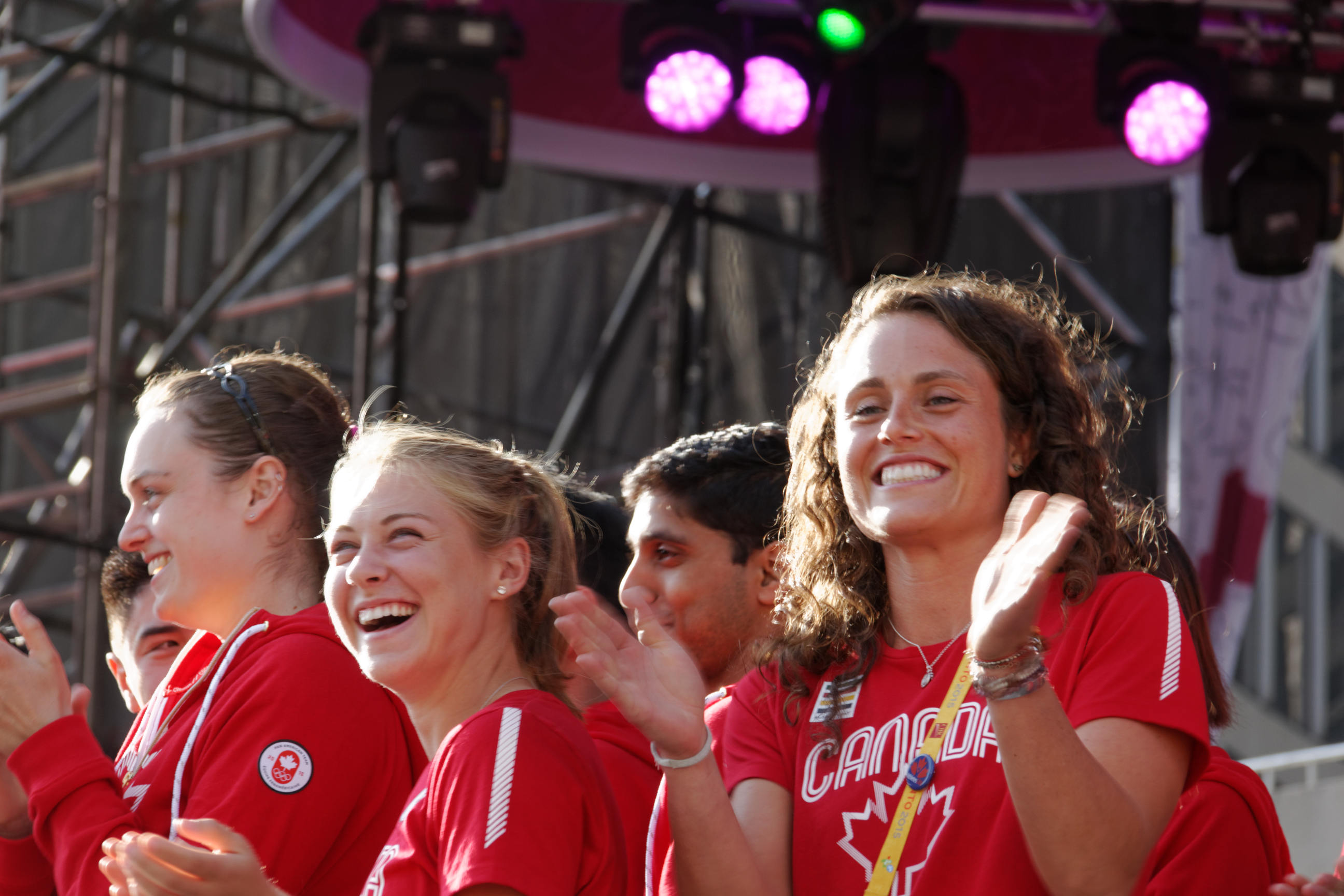
Integrantes da equipe canadense que conquistou a medalha de ouro

O torneio feminino de rugby sevens nos Jogos Pan-Americanos de 2015 foi realizado nos dias 11 e 12 de julho no Estádio de Exposições. Seis equipes participaram do evento.

## Medalhistas
|  | CAN Canadá |  | USA Estados Unidos |  | BRA Brasil |
|  | Brittany Benn Kayla Moleschi Karen Paquin Kelly Russell Ashley Steacy Sara Kaljuvee Jen Kish Nadejda Popov Ghislaine Landry Hannah Darling Magali Harvey Natasha Watcham-Roy |  | Megan Bony Kelly Griffin Joanne Fa'avesi Leyla Kelter Richelle Stephens Lauren Doyle Kristen Thomas Hannah Lopez Melissa Flower Irene Gardner Kate Zackary Kathryn Johnson |  | Juliana dos Santos Bruna Lotufo Beatriz Futuro Edna Santini Paula Ishibashi Isadora Cerullo Cláudia Teles Haline Scatrut Angélica Gevaerd Maria Behrendt Raquel Kochhann Mariana Ramalho |

## Formato
As seis equipes integraram um grupo único na primeira fase, totalizando cinco jogos para cada. Ao final dessa fase as duas primeiras colocadas se classificaram para a disputa de medalha de ouro, as classificadas em terceiro e quarto lugar para a disputa do bronze, e as duas equipes restantes para a disputa de quinto lugar.

## Primeira fase
|  | Equipes classificadas à disputa pelo ouro   |
|  | Equipes classificadas à disputa pelo bronze |
|  | Equipes classificadas à disputa de 5º lugar |

Todas as partidas seguem o fuso horário local (UTC−5).
| Seleção            | P  | J | V | E | D | PF  | PC  | +/-  |
| ------------------ | -- | - | - | - | - | --- | --- | ---- |
| CAN Canadá         | 15 | 5 | 5 | 0 | 0 | 230 | 12  | +218 |
| USA Estados Unidos | 13 | 5 | 4 | 0 | 1 | 203 | 48  | +155 |
| BRA Brasil         | 11 | 5 | 3 | 0 | 2 | 115 | 67  | +48  |
| ARG Argentina      | 8  | 5 | 1 | 1 | 3 | 57  | 131 | –74  |
| COL Colômbia       | 8  | 5 | 1 | 1 | 3 | 29  | 148 | –119 |
| MEX México         | 5  | 5 | 0 | 0 | 5 | 24  | 252 | –228 |

| 11 de junho 10:05 |           |          |                                |
| Canadá            | 55 – 0    | Colômbia | Estádio de Exposições, Toronto |
|                   | Relatório |          | Estádio de Exposições, Toronto |

| 11 de junho 10:27 |           |        |                                |
| Estados Unidos    | 26 – 7    | Brasil | Estádio de Exposições, Toronto |
|                   | Relatório |        | Estádio de Exposições, Toronto |

| 11 de junho 10:49 |           |           |                                |
| México            | 5 – 40    | Argentina | Estádio de Exposições, Toronto |
|                   | Relatório |           | Estádio de Exposições, Toronto |

| 11 de junho 12:49 |           |          |                                |
| Estados Unidos    | 40 – 0    | Colômbia | Estádio de Exposições, Toronto |
|                   | Relatório |          | Estádio de Exposições, Toronto |

| 11 de junho 13:11 |           |           |                                |
| Brasil            | 22 – 5    | Argentina | Estádio de Exposições, Toronto |
|                   | Relatório |           | Estádio de Exposições, Toronto |

| 11 de junho 13:33 |           |        |                                |
| Canadá            | 60 – 0    | México | Estádio de Exposições, Toronto |
|                   | Relatório |        | Estádio de Exposições, Toronto |

| 11 de junho 17:33 |           |                |                                |
| Argentina         | 7 – 54    | Estados Unidos | Estádio de Exposições, Toronto |
|                   | Relatório |                | Estádio de Exposições, Toronto |

| 11 de junho 17:55 |           |        |                                |
| Canadá            | 36 – 0    | Brasil | Estádio de Exposições, Toronto |
|                   | Relatório |        | Estádio de Exposições, Toronto |

| 11 de junho 18:17 |           |        |                                |
| Colômbia          | 24 – 19   | México | Estádio de Exposições, Toronto |
|                   | Relatório |        | Estádio de Exposições, Toronto |

| 12 de junho 10:05 |           |        |                                |
| Argentina         | 0 – 45    | Canadá | Estádio de Exposições, Toronto |
|                   | Relatório |        | Estádio de Exposições, Toronto |

| 12 de junho 10:27 |           |        |                                |
| Colômbia          | 0 – 29    | Brasil | Estádio de Exposições, Toronto |
|                   | Relatório |        | Estádio de Exposições, Toronto |

| 12 de junho 10:49 |           |                |                                |
| México            | 0 – 71    | Estados Unidos | Estádio de Exposições, Toronto |
|                   | Relatório |                | Estádio de Exposições, Toronto |

| 12 de junho 12:49 |           |          |                                |
| Argentina         | 5 – 5     | Colômbia | Estádio de Exposições, Toronto |
|                   | Relatório |          | Estádio de Exposições, Toronto |

| 12 de junho 13:11 |           |        |                                |
| Brasil            | 57 – 0    | México | Estádio de Exposições, Toronto |
|                   | Relatório |        | Estádio de Exposições, Toronto |

| 12 de junho 13:33 |           |                |                                |
| Canadá            | 34 – 12   | Estados Unidos | Estádio de Exposições, Toronto |
|                   | Relatório |                | Estádio de Exposições, Toronto |

## Fase final

### Disputa pelo 5º lugar
| 12 de junho 17:33 |           |        |                                |
| Colômbia          | 17 – 17   | México | Estádio de Exposições, Toronto |
|                   | Relatório |        | Estádio de Exposições, Toronto |

### Disputa pelo bronze
| 12 de junho 17:55 |           |           |                                |
| Brasil            | 29 – 0    | Argentina | Estádio de Exposições, Toronto |
|                   | Relatório |           | Estádio de Exposições, Toronto |

### Final
| 12 de junho 18:20 |           |                |                                |
| Canadá            | 55 – 7    | Estados Unidos | Estádio de Exposições, Toronto |
|                   | Relatório |                | Estádio de Exposições, Toronto |

## Classificação final
| Pos.              | Equipe             | Campanha | Campanha | Campanha |
| Pos.              | Equipe             | V        | E        | D        |
| ----------------- | ------------------ | -------- | -------- | -------- |
| Medalha de ouro   | CAN Canadá         | 6        | 0        | 0        |
| Medalha de prata  | USA Estados Unidos | 4        | 0        | 2        |
| Medalha de bronze | BRA Brasil         | 4        | 0        | 2        |
| 4                 | ARG Argentina      | 1        | 1        | 4        |
| 5                 | MEX México         | 0        | 1        | 5        |
| 5                 | COL Colômbia       | 1        | 1        | 4        |